# Joe Ruby
Joseph Clemens Ruby (* 30. März 1933 in Los Angeles; † 26. August 2020 in Westlake Village) war ein US-amerikanischer Trickfilmzeichner, Schriftsteller, Fernsehproduzent und Musikredakteur. Er ist zusammen mit Ken Spears Miterfinder der Zeichentrickserie Scooby-Doo. 1977 gründeten sie gemeinsam die Trickfilmproduktionsfirma Ruby-Spears Productions. Ruby arbeitete mit Spears zusammen und schuf eine Reihe weiterer Serien, darunter Fangface, Dynomutt, Dog Wonder und Jabberjaw.
Ruby lernte Spears 1959 bei Hanna-Barbera kennen, als das Studio vom Life-Magazin interviewt wurde, und die beiden begannen, gemeinsam an Zeichentrickserien zu arbeiten. Vor der Gründung von Ruby-Spears arbeitete Ruby für verschiedene Studios, darunter die Walt Disney Animation Studios, Hanna-Barbera, DePatie-Freleng Enterprises und Sid und Marty Krofft.
1996 wurde das Ruby Spears Studio geschlossen, aber Ruby arbeitete mit Spears bis zu seinem Tod am 26. August 2020 zusammen. Spears starb drei Monate später.

## Biografie
Ruby wurde am 30. März 1933 in Los Angeles als Sohn von Mildred (geb. Fineberg) und Carl Ruby, einem Arzt, geboren. Seine Familie war jüdisch, seine Eltern waren Kanadier. Er besuchte die Fairfax High School. Nach seinem Abschluss ging er zur United States Navy und arbeitete im Koreakrieg als Sonar-Operator auf einem Zerstörer.
Ruby studierte Kunst und begann seine Karriere in der Animationsabteilung der Walt Disney Animation Studios. Er begann als Musikredakteur, da er wusste, dass es ein langer Prozess sein würde, ein erfahrener Animator zu werden, aber er ging auch seiner Leidenschaft als freiberuflicher Comiczeichner und -autor nach. Später arbeitete er für kurze Zeit in der Redaktion von Live-Action-Fernsehfilmen, bevor er zu Hanna-Barbera wechselte, wo er Ken Spears kennenlernte. Als das Life Magazine Mitarbeiter des Studios interviewte, stellte Joe Barbera die beiden den Redakteuren des Life-Magazins vor; Spears war ebenfalls ein ehemaliger Marine. Die beiden taten sich zusammen und schrieben als freie und fest angestellte Autoren für verschiedene Zeichentrick- und Live-Action-Fernsehprogramme. Sie begannen 1959 bei Hanna-Barbera, verließen das Studio jedoch, um als Produzenten zu arbeiten. Sie arbeiteten auch als Autoren für Sid and Marty Krofft Television Productions und DePatie-Freleng Enterprises.
Für Hanna-Barbera schufen Ruby und Spears die Serie Scooby-Doo und ihre Hauptfiguren: Fred Jones, Daphne Blake, Velma Dinkley, Shaggy Rogers und die gleichnamige Titelfigur. Die Originalserie Scooby-Doo, Where Are You! wurde im September 1969 auf CBS ausgestrahlt. Nachdem Fred Silverman, der damalige Leiter des Tagesprogramms bei CBS, nach etwa 15 Entwürfen zu dem Schluss gekommen war, dass eine Deutsche Dogge der Star des Projekts sein sollte, probierten Ruby und Spears mehrere Ideen aus, bevor sie sich auf einen feigen Hund einigten, der Rätsel löst. Für H-B kreierten sie auch Help! It's the Hair Bear Bunch!, Dynomutt, Dog Wonder, Jabberjaw und Captain Caveman and the Teen Angels. Bei DePatie-Freleng entstanden The Barkleys und The Houndcats. Anfang der 1970er Jahre engagierte Silverman Ruby und Spears als Produktionsleiter für die Samstagmorgen-Zeichentrickserien von CBS – eine Position, die sie bei ABC übernahmen, als Silverman zu diesem Sender wechselte.
Um mit Hanna-Barbera konkurrieren zu können, gründete ABC 1977 ein eigenes Studio für Ruby und Spears, eine Tochtergesellschaft von Filmways. Ruby-Spears Productions produzierte Zeichentrickserien für den Samstagvormittag, darunter Fangface, The Plastic Man Comedy-Adventure Hour, Thundarr the Barbarian, Saturday Supercade, Mister T, Alvin and the Chipmunks und Superman, um nur einige zu nennen. Ruby-Spears wurde 1981 von Taft Entertainment, der Muttergesellschaft von Hanna-Barbera, aufgekauft, und der Katalog wurde 1991 zusammen mit der Hanna-Barbera-Bibliothek und dem Studio an Turner Broadcasting verkauft. Aktuelle Wiederveröffentlichungen von Ruby Spears-Sendungen auf DVD und digitalen Plattformen unterliegen daher dem Copyright von Hanna-Barbera Productions.

## Tod
Ruby starb am 26. August 2020 im Alter von 87 Jahren in seinem Haus in Westlake Village, Kalifornien, eines natürlichen Todes. Seine Witwe Carole sagte, er sei an den Folgen eines Sturzes gestorben. Fünf Tage nach seinem Tod malte Dan Haskett ein Widmungsplakat für Rubys Beitrag zu Scooby-Doo. Im November 2020, drei Monate nach Rubys Tod, starb Ken Spears im Alter von 82 Jahren.